# Konnossement

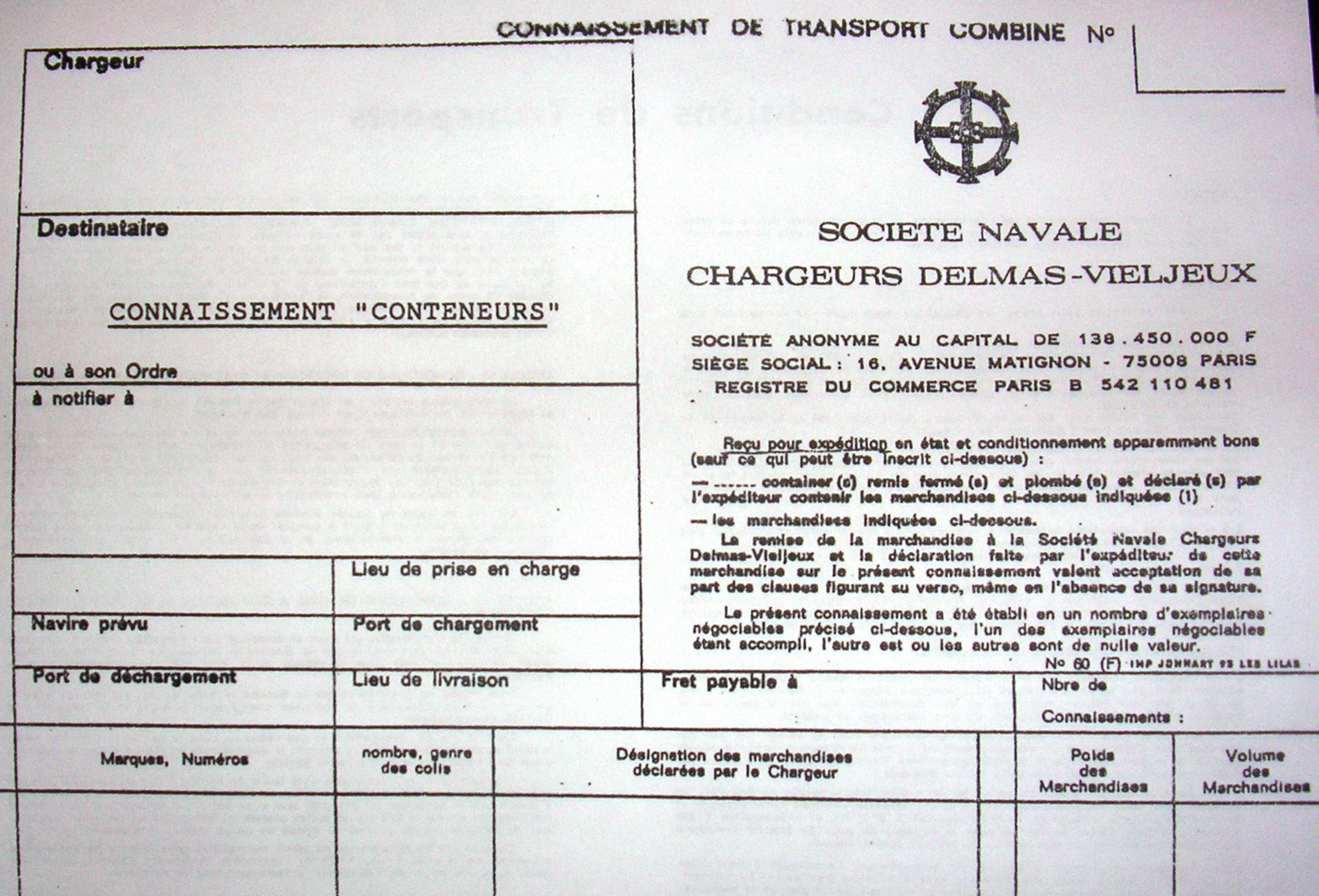
Französisches Konnossement (Blankoformular)

Das Konnossement (französisch Connaissement; englisch Bill of lading, B/L) ist im Seehandel ein Schiffsfrachtbrief, Warenbegleitpapier und Wertpapier, das den Schiffstransport von Handelswaren nachweist. 
Das Konnossement ist mehr als eine Abladebestätigung, Quittung oder ein Wertpapier. Es ist darüber hinaus in der Außenhandelsfinanzierung von Bedeutung, wo es konkret die wichtigste Urkunde beim Akkreditiv und Dokumenteninkasso darstellt. Kreditinstitute können Konnossemente bei der Export- und Importfinanzierung durch Indossament erwerben und sie dadurch als Kreditsicherheit verwenden. Da das Konnossement das Frachtgut repräsentiert, werden die Kreditinstitute gleichzeitig durch Indossament auch Eigentümer des Frachtguts.

## Etymologie
Das Lehnwort Konnossement tauchte in Deutschland ersichtlich erstmals im Jahre 1545 als „congnosament“ auf und geht auf den französischen Frachtbrief (französisch connaissement) zurück. Der französische Wortursprung wiederum entstand aus dem römischen Frachtbrief (lateinisch cognoscentia). Johann Hinrich Röding definierte das „Connossement“ im Jahre 1794 als „ein Frachtbrief des Schiffers, … wodurch derselbe bekennt, die darin spezifizierten Güter einwandfrei empfangen zu haben und sich verpflichtet, selbige … an den bestimmten Ort zu liefern“.

## Geschichte
Im Jahre 1063 lässt sich in den „Regeln und Bräuchen für das Meer“ von Trani (lateinisch Ordinamento et Consuetudo Maris de Trani) der Vorläufer des heutigen Konnossements feststellen. Danach musste ein öffentlich bestellter und vereidigter Schiffsschreiber ein Verzeichnis (lateinisch cartularium) aller an Bord genommenen Güter erstellen, der Empfänger konnte die Auslieferung der hierin verzeichneten Waren verlangen. Ab 1397 durften in Ancona Abschriften aus dem Verzeichnis an die Berechtigten erstellt werden. Im Jahre 1538 bescheinigte ein englischer Verfrachter erstmals in einem Frachtvertrag (englisch indenture) den Empfang der Güter und versprach ihre Herausgabe nach erfolgtem Transport. Erst nach dem Sieg über die Spanische Armada im Jahre 1588 setzte in England verstärkt der Gebrauch von Konnossementen ein.
Das Landrecht des Herzogtums Preußen von 1620 übernahm die strenge Haftung des Verfrachters, 1764 definierte ein Rechtslexikon das Konnossement erstmals in heutiger Form. Das Allgemeine Preußische Landrecht (APL) vom Juni 1794 definierte das Konnossement („connoissement“) als der vom Schiffer über den Empfang der verladenen Waren dem Befrachter ausgestellte Schein. Ebenfalls 1794 erkannte ein englisches Gerichtsurteil die Übertragbarkeit (englisch negotiability) von Konnossementen an. In England entstand 1855 ein erstes eigenständiges Konnossementsgesetz (Bill of Lading Act, BLA). Das in Deutschland im April 1871 zum Reichsgesetz erhobene Allgemeine Deutsche Handelsgesetzbuch (ADHGB) trennte klar zwischen der „Rezeptum“-Haftung durch Übernahme der Güter und „Skripturhaftung“ für die Richtigkeit der Angaben im Konnossement. Es galt bis zum Inkrafttreten des HGB im Januar 1900, das im Abschnitt über das Seehandelsrecht weitgehend auf dem ADHGB beruhte. Der US-amerikanische Harter Act vom Februar 1893 ersetzte das bisher in den USA geltende Bill of Lading Act und beschränkte unter anderem die Freizeichnungsklauseln in Konnossementen. Das „Brüsseler Übereinkommen von 1924 zur einheitlichen Feststellung von Regeln über Konnossemente“ (Haager Regeln) ging auf eine Konferenz in Den Haag im September 1921 zurück, doch langwierige Ratifizierungen ermöglichten sein Inkrafttreten erst am 2. Juni 1931. Erst im Januar 1940 ratifizierte Deutschland die Haager Regeln und übernahm sie in das HGB.

## Rechtsfragen
Mit dem Konnossement befasst sind der das Frachtgut übergebende Befrachter oder dessen im Auftrag handelnder Ablader, der den Seetransport übernehmende Verfrachter und der Empfänger des Frachtguts. Das Konnossement ist die Beweisurkunde über einen Seefrachtvertrag.

### Handelsrecht
Gemäß § 513 Abs. 1 HGB hat der Verfrachter dem Ablader auf dessen Verlangen ein Orderkonnossement auszustellen. Das Konnossement ist nach § 514 Abs. 1 HGB auszustellen, sobald der Verfrachter das Frachtgut übernommen hat. Es wird im Regelfall in mehreren Ausfertigungen, dem so genannten Konnossementssatz, ausgestellt. Der Ablader kann die Anzahl der auszustellenden Ausfertigungen des Konnossements bestimmen. In der Regel werden drei Originale ausgestellt (so genannter „voller Satz“, englisch full set, wobei ein solcher „voller Satz“ auch aus weniger oder mehr Originalkonnossementen bestehen kann). Die einzelnen Ausfertigungen müssen in allen Punkten übereinstimmen, ihre Anzahl muss auf jeder der Ausfertigungen angegeben sein. Diese Ausfertigungen werden an die Beteiligten verteilt. Die einzelnen Ausfertigungen stehen einander rechtlich gleich. Sie verbriefen den gleichen Auslieferungsanspruch des Empfängers gegen den Verfrachter. Durch das Konnossement bestätigt der Verfrachter den Empfang des Gutes und verpflichtet sich, es zum Bestimmungsort zu befördern und dem aus dem Konnossement Berechtigten gegen Rückgabe des Konnossements abzuliefern.
Der Inhalt des Konnossements ist in § 515 Abs. 1 HGB vorgeschrieben. Pflichtangaben sind danach Ort und Tag der Ausstellung, Name und Anschrift des Abladers, Name des Schiffes, Name und Anschrift des Verfrachters, Abladungshafen und Bestimmungsort, Name und Anschrift des Empfängers und eine etwaige Meldeadresse, Art des Gutes und dessen äußerlich erkennbare Verfassung und Beschaffenheit, Maß, Zahl oder Gewicht des Gutes und dauerhafte und lesbare Merkzeichen, die bei Ablieferung geschuldete Fracht, bis zur Ablieferung anfallende Kosten sowie einen Vermerk über die Frachtzahlung sowie die Zahl der Ausfertigungen. Darüber hinaus finden sich bei Frachtbriefen über multimodale Transporte noch Angaben zum Vor- und Nachlauf, bei Containerverschiffungen mindestens die Containernummern, ggf. auch Siegelnummern. Neben den Bestimmungen über die Fracht können auch weitere Angaben zu Nebenkosten wie Lade- und Löschkosten im Konnossement eingetragen werden. Neben der Schriftform ist auch das elektronische Konnossement möglich (§ 516 Abs. 2 HGB). Die Beweiskraft ergibt sich aus der widerlegbaren Vermutung nach § 517 Abs. 1 HGB, dass der Verfrachter das Gut so übernommen hat, wie es nach § 515 Abs. 1 Nr. 7 und 8 HGB beschrieben ist. Nach Ankunft des Frachtgutes am Löschplatz ist der legitimierte Besitzer des Konnossements gemäß § 521 Abs. 1 HGB berechtigt, vom Verfrachter die Ablieferung des Gutes gegen Rückgabe des Konnossements zu verlangen.
Angaben über die Güter
Der Ablader teilt dem Verfrachter vor Beginn der Verladung mit, welche Angaben hinsichtlich Maß, Gewicht, Anzahl, Art der Güter und Merkzeichen ins Konnossement aufgenommen werden sollen. Grundsätzlich gilt nach den Haager Regeln, dass die zur Beförderung übernommenen Güter hinsichtlich Art, Maß, Anzahl, Gewicht, Merkzeichen und äußerlich erkennbarer Verfassung und Beschaffenheit zu beschreiben sind. Dies ist insbesondere für Stückgüter wichtig, damit die Ware im Löschhafen aus der Gesamtladung des Schiffes ausgesondert (= individualisiert) werden kann. Der Verfrachter kann nach deutschem Recht nur begründete Zusätze, sog. Unbekanntklauseln hinzufügen (z. B. „Merkzeichen unleserlich“ oder „Gewicht unbekannt, da nicht verwogen“). Werden, wie in der Praxis üblich, zwei Mengenangaben im Konnossement aufgenommen, kann der Verfrachter einer dieser Angaben eine einfache (unbegründete) Unbekanntklausel hinzufügen (z. B. „Gewicht unbekannt/said to weight“). Unbekanntklauseln machen ein Konnossement nicht unrein.
Unbekanntklauseln
- Art der Güter

Der Verfrachter ist nicht an die vom Ablader gewünschte Umschreibung der Güter gebunden. Er darf deren Art so aufführen, wie es seiner Wahrheitspflicht entspricht. Dabei kann er sich an Typenbezeichnungen halten. Bei verpackten Gütern kann die Beweisvermutung des Konnossements durch den Zusatz „Inhalt unbekannt/said to contain“ ausgeschlossen werden. Diese Klausel deckt den Verfrachter auch hinsichtlich Menge, Beschaffenheit und Wert des Inhalts.
- Maß, Zahl, Gewicht

Der Ablader selbst haftet für die Richtigkeit seiner Angaben. Mindestens eine der Angaben muss der Verfrachter ins Konnossement aufnehmen. Häufig wird dies die sein, die für den Verfrachter am einfachsten nachzuprüfen ist. Nimmt der Verfrachter die anderen Angaben auch auf, kann er die Beweisvermutung für die Richtigkeit durch Unbekanntklauseln aufheben. Aus den Unbekanntklauseln muss sich dann jedoch ergeben, warum der Vorbehalt gemacht wird (z. B. „Gewicht unbekannt, da nicht gewogen“).
- Merkzeichen

Merkzeichen, die sich auf den Gütern oder deren Verpackung befinden, sind in das Konnossement aufzunehmen. Sie müssen jedoch dauerhaft aufgedruckt sein, ansonsten brauchen sie im Konnossement nicht erwähnt zu werden. Nimmt der Verfrachter sie auf Wunsch des Abladers dennoch auf, kann er sie mit einem Zusatz versehen, der die Beweisvermutung aufhebt (z. B. „Markierung unbekannt, da nicht lesbar“).
- Äußerlich erkennbare Verfassung und Beschaffenheit

Das Konnossement soll sich über den Zustand der Güter einschl. der Verpackung bei Übernahme äußern. Dies geschieht meist durch die Klausel „Shipped in apparent good order and condition“. Bei feststellbaren Mängeln hebt der Verfrachter die Beweiskraft des Konnossements jedoch durch Abschreibungen auf (z. B. „Fässer eingedrückt“, „Säcke durch Gebrauch von Haken teilweise zerrissen“).

### Wertpapierrecht
Das Wertpapierrecht ordnet das Konnossement gemäß § 363 Abs. 2 HGB als gekorenes Orderpapier ein. Das bedeutet, dass es erst durch Hinzufügung der Orderklausel zum Orderpapier wird, ohne Klausel ist es ein Namenspapier. Das Recht am Frachtgut steht gemäß § 519 HGB dem legitimierten Besitzer des Konnossements zu. Dies ist beim Orderkonnossement der sich durch eine ununterbrochene Reihe von Indossamenten ausweisende Inhaber, beim Inhaberkonnossement der Inhaber oder beim Namenskonnossement der hierin namentlich erwähnte Besitzer. Das Konnossement ist zugleich auch ein Traditionspapier nach § 524 HGB, wodurch sein legitimierter Besitzer auch Eigentümer des Frachtguts ist und einen Herausgabeanspruch hierauf hat.

### Konnossement als Beweisurkunde
In der Linienfahrt ist das Konnossement – sofern keine gesonderte Buchungsnote ausgestellt wurde – gleichzeitig Beweisurkunde für den Inhalt des zwischen Verfrachter und Befrachter geschlossenen Stückgutfrachtvertrages. Die Beförderungsbedingungen ergeben sich dabei aus den Konnossementsklauseln. Weichen Konnossement und Frachtvertrag voneinander ab, gelten dem Empfänger gegenüber die Bedingungen aus dem Konnossement. Lediglich wenn der Empfänger auch der Befrachter ist, gelten ihm gegenüber die Bedingungen des Frachtvertrages.
In der Trampfahrt finden sich die individuell ausgehandelten Bedingungen in der Charter-Partie. Konnossemente sind inhaltlich dann sehr knapp. Meistens wird im Konnossement auf die Regelungen in der Charter-Partie verwiesen: „All other conditions, exceptions and clauses as per Charter Party dated …“. Die Charterpartie soll damit auch für den Konnossementsinhaber Gültigkeit haben.
Grundsätzlich gilt, dass das Konnossement maßgebend für die Rechtsbeziehung zwischen Verfrachter und Empfänger ist, während die Bestimmungen des Seefrachtvertrages maßgebend für die Rechtsbeziehung zwischen Verfrachter und Befrachter bleiben.

### Haager Regeln
Die Haager Regeln dienen der Vereinheitlichung der internationalen Normen über Konnossemente. Die Regeln legen fest, dass ein Frachtvertrag nur dann zustande kommen kann, wenn gleichzeitig ein Konnossement ausgestellt wird. Insbesondere regeln sie die Haftung des Verfrachters für die Inhalte des Konnossements, wobei Haftungsbeschränkungen zu beachten sind. Zu diesem Zweck muss der Verfrachter die äußerlich erkennbare Verfassung und Beschaffenheit der Güter prüfen. Ein Konnossement muss rein (englisch clean) sein und darf keine die eingeschränkte Qualität des Frachtguts beschreibenden Inhalte aufweisen. Eine Haftung des Verfrachters für höhere Gewalt auf See ist ausgeschlossen.

#### Marginalklauseln
Ein Konnossement wird als „rein“ bezeichnet (englisch Clean Bill of Lading), wenn es keine Marginalklauseln, also Vermerke über Schäden an den Gütern bzw. deren Verpackung (auch Abschreibungen oder Foul-Vermerk genannt) enthält. Es ist dann nicht nötig, den Zusatz „clean on board“ auf dem Konnossement zu vermerken. Durch Abschreibungen wird das Konnossement unrein. Da der Verfrachter dafür haftet, die Güter wie im Konnossement beschrieben an den Empfänger auszuliefern (Skripturhaftung), wird er im eigenen Interesse darauf drängen, alle erkennbaren Beschädigungen ins Konnossement aufnehmen zu lassen.

#### Reines Konnossement gegen Revers
Abschreibungen im Konnossement erschweren die Verwendung des Papiers als Wertpapier. Für ein Akkreditivgeschäft ist ein unreines Konnossement regelmäßig nicht zu gebrauchen. Der Ablader wird daher versuchen, ein reines Konnossement vom Verfrachter zu bekommen. Er verpflichtet sich dann in einem Revers (engl. Letter of Indemnity), den Verfrachter von allen Schadenersatzansprüchen und Kosten freizuhalten, die diesem durch das Verschweigen von Mängeln an den Gütern entsteht.
Ein Revers ist in der Praxis durchaus üblich. Es ist jedoch strittig, ob ein solcher Reversvertrag rechtlich gültig ist. Dabei ist zu berücksichtigen, welche Gründe der Reverserteilung zugrunde liegen sowie die damit verfolgte Absicht. Ein Reversvertrag ist als gültig anzusehen, wenn der Verfrachter aus Kulanzgründen gegenüber dem Ablader Mängelvermerke unterlässt, weil er aufgrund der eigenen Warenkenntnis nicht beurteilen kann, ob ein Mangel vorliegt. Dies kann z. B. der Fall sein, wenn unverpackte Stahlprodukte Rostspuren zeigen, oder wenn an den Verpackungen von Gütern Gebrauchsspuren zu sehen sind.
Ein Revers ist gegebenenfalls nichtig, wenn Verfrachter und Ablader durch Unterlassung des Anbringes von Abschreibungen im Konnossement eine Täuschung des Empfängers über den Zustand der Ware bewusst in Kauf nehmen.

#### Frachtzahlungsklauseln / Nebenkosten
Das Konnossement enthält in der Regel Angaben über die Frachtzahlung. Die auf dem Konnossement angebrachten Vermerke gelten als Zahlungsnachweis. Wird die Seefracht vom Befrachter oder Ablader bezahlt, trägt das Konnossement z. B. den Vermerk „Freight Prepaid“. Soll der Empfänger die Seefracht zahlen, wird der Vermerk „Freight Collect“ angebracht. Auch über Vereinbarungen die Lade- oder Löschkosten betreffend oder andere Kosten können Vermerke auf dem Konnossement angebracht sein.

## Konnossementsgarantie
Die Konnossementsgarantie (englisch shipping guarantee, französisch garantie de connaissement) ist eine Bankgarantie, die sicherstellt, dass der Empfänger (Importeur) die Waren vom Verfrachter übernehmen darf, obwohl der Empfänger das Konnossement nicht vorlegen kann. Der Garantiefall tritt ein, wenn ein nicht empfangsberechtigter Empfänger die Waren abholt und somit dem Verfrachter ein Schaden entstanden ist.

## Arten
Es gibt ein Übernahmekonnossement und ein Bordkonnossement. Gemäß § 514 Abs. 2 HGB liegt ein Bordkonnossement vor, wenn das Frachtgut an Bord genommen wurde; wurde das Konnossement bereits vorher ausgestellt, handelt es sich um ein Übernahmekonnossement.

### Übernahmekonnossement
Mit dem Übernahmekonnossement (englisch Received for shipment, B/L) bestätigt der Verfrachter, dass er die Güter zur Verschiffung angenommen hat, aber noch nicht die tatsächlich erfolgte Verschiffung. Das Übernahmekonnossement ist üblich, wenn sich der Verfrachter und der Ablader einig sind, bereits vor der Verschiffung ein Konnossement auszustellen. Das ist regelmäßig im Containerverkehr bei FCL-Containern der Fall, weil diese entweder beim Versender oder am Containerterminal vom Verfrachter übernommen werden. Es wird dann als Intermodalkonnossement ausgestellt. Durch den Vermerk „shipped on board“, der unterschrieben sein muss, wird aus dem Übernahmekonnossement ein Bordkonnossement.

### Bordkonnossement
Mit dem Bordkonnossement (englisch On-board B/L, Shipped B/L) bestätigt der Verfrachter, dass die Güter zur Verschiffung an Bord eines (benannten) Schiffes verladen worden sind (On-board B/L, Shipped B/L). Ein Bordkonnossement ist in der Regel bei Akkreditivgeschäften erforderlich, weil erst durch das Bordkonnossement der Ablader die tatsächliche Verfügungsmacht über die Ware verloren hat.

## Sonderformen des Konnossements

### Teilkonnossemente und Konnossementsteilscheine
Güterpartien werden häufig aufgeteilt und in Teilmengen von der Kaianstalt abgenommen. Die Auslieferung von solchen Teilmengen kann durch Schaffung echter Teilkonnossemente oder mit Hilfe sog. Konnossementsteilscheine (Lieferschein, Kai-Teilschein, Delivery Order) erfolgen. Allgemein gilt, dass Teilscheine keine Orderpapiere, sondern Ersatzdokumente sind. Sie sind keine dem Orderkonnossement vergleichbaren Traditionspapiere, sondern verbriefen lediglich den Anspruch auf Auslieferung der Teilpartie. Eine Übertragung mittels Indossament ist nicht möglich.
Delivery Order
es wird zwischen einer echten und einer unechten Delivery Order unterschieden.
echte Delivery Order
Die echte Delivery Order wird ohne Mitwirkung des Verfrachters und ohne Rückgabe des Originalkonnossements ausgestellt. Der Empfänger verkauft Teilmengen und reicht das Konnossement an einen sog. Konnossementshalter (z. B. Spediteur, Bank, Lagerhalter). Der Konnossementshalter stellt vor der Abnahme der Güter vom Schiff Delivery Orders aus. Da das Originalkonnossement noch in Kraft ist, begründet die Delivery Order keinen Auslieferungsanspruch gegen den Verfrachter. Der Inhaber einer Delivery Order erwirbt vielmehr ein Auslieferungsversprechen des Konnossementshalters.
Kai-Teilscheine
Kai-Teilscheine werden vom Konnossementsinhaber selbst ausgestellt. Das Originalkonnossement wird dabei von der Kaianstalt eingezogen, die in den Kai-Teilscheinen genannten Partien werden in Übereinstimmung mit dem Originalkonnossement gegen Quittung ausgeliefert. Nach Einlösung aller Kai-Teilscheine wird das Originalkonnossement von der Kaianstalt an den Verfrachter bzw. dessen Vertreter zurückgegeben.
Lieferscheine
Auch Lieferscheine werden im Löschhafen vom (Linien-)Agenten gegen Rückgabe des Originalkonnossements ausgestellt. Dem Käufer einer Teilpartie wird durch den Lieferschein das Eigentum an der Ware übertragen. Der Lieferschein enthält ein Auslieferungsversprechen des Verfrachters.
Teilkonnossemente
Teilkonnossemente werden im Löschhafen vom (Linien-)Agenten gegen Rückgabe des Originalkonnossements ausgestellt, wenn der Empfänger die Güter in Teilpartien von verschiedenen Käufern abnehmen lassen will. Teilkonnossemente stimmen bis auf die Mengenangaben mit dem Originalkonnossement überein und sind vollwertige Wertpapiere.
unechte Delivery Order
Die unechte Delivery Order wird vom Verfrachter oder dessen Agenten im Löschhafen ausgestellt. Der legitimierte Empfänger gibt dem Verfrachter bzw. dessen Agenten die gewünschten Teilmengen auf und erhält gegen Rückgabe des Originalkonnossements die entsprechende Anzahl der Delivery Orders. Da das Originalkonnossement zurückgegeben wurde und damit kraftlos ist, begründet die unechte Delivery Order einen Auslieferungsanspruch gegen den Verfrachter.

### Durchkonnossement
Für Schiffstransporte, an denen zwei oder mehrere Verfrachter beteiligt sind, können Durchkonnossemente (Through Bills of Lading) über die gesamte Transportstrecke ausgestellt werden.
einfaches Durchkonnossement
Der Verfrachter auf der ersten Teilstrecke (= Erstverfrachter/Hauptverfrachter) stellt das Durchkonnossement aus. Es gilt für die gesamte Transportstrecke. Nach der Umladung verpflichtet dieser Hauptverfrachter einen Zweitverfrachter zur Weiterbeförderung. Dieser stellt ein sog. Anschlusskonnossement (Lokalkonnossement) aus.
Das Lokalkonnossement allein berechtigt nicht zur Auslieferung, während das Durchkonnossement Traditionspapier ist. Nach Vorlage und Rückgabe des Durchkonnossements händigt der Agent des Zweitverfrachters dem Empfänger das Lokalkonnossement zur Auslieferung aus.
Der Hauptverfrachter hat umfassende Pflichten. Er kann sich weder für das Umladen, noch für den „fremden“ Transportabschnitt von der Haftung für Beschädigung oder Verlust freizeichnen.
gemeinschaftliches Durchkonnossement
Das gemeinschaftliche Durchkonnossement gilt ebenfalls für die gesamte Transportstrecke, bei dem der Transport auf Teilstrecken durch mehrere Verfrachter erfolgt. Jeder Verfrachter bzw. dessen Agent zeichnet das Durchkonnossement. Die Haftung jedes Verfrachter ist auf seine Teilstrecke beschränkt. Die Urkunde erfüllt für Ladungsbeteiligte die gleiche Funktion wie ein „einfaches“ Konnossement; vor allem ist sie auch Traditionspapier.
unechtes Durchkonnossement
Durch die Klausel „Carrier acts as forwarding agent only from vessel’s port of discharge…“ (die sog. Speditionsklausel) wird zum Ausdruck gebracht, dass der Erstverfrachter nur für den ersten Abschnitt als Verfrachter auftritt. Die Weiterbeförderung zum Bestimmungshafen organisiert er nur als Spediteur, er muss also die Umladung veranlassen, den Weiterbeförderer auswählen und die entsprechenden Papiere ausstellen lassen (insbesondere das Konnossement).

### Multimodal Transport Konnossement (früher Combined Transport Konnossement genannt)
Das Combined Transport Konnossement (auch Intermodalkonnossement genannt) entstand aus der Notwendigkeit, auch für den kombinierten Verkehr ein Dokument mit den Eigenschaften des traditionellen Konnossements zu erhalten.
Combined Transport Konnossemente haben folgende Eigenschaften:
- sie entsprechen in ihrer rechtlichen Wirkung dem Konnossement
- sie können als begebbare Orderpapiere mit Traditionswirkung ausgestellt werden
- sie haben Warenvertretungsfunktion
- sie sind allgemein als bankfähig anerkannt
- sie werden i. d. R. als Übernahmedokument ausgestellt und können im Ladehafen durch Nachstemplung zum „Shipped on board“-Dokument umgewandelt werden.

### Sonstige Ladungspapiere

#### Mate’s Receipt
Das Mate’s Receipt ist die sog. Steuermannsquittung. Der Ladungsoffizier quittiert darin den Empfang der Ladung und kann hier Abschreibungen, sprich Mängel, notieren. Der Ablader kann gegen Rückgabe des Mate’s Receipt später ein Bordkonnossement aufmachen lassen (das Mate’s Receipt sperrt nach deutschem Recht die Ausgabe eines Konnossements). Ein Mate’s Receipt kann auch Unterlage für die Erstellung eines Konnossements sein.

#### Parcel Receipt
Ein Parcel Receipt kann bei Kleinsendungen zur Vermeidung von Minimalfrachten für Stückgutsendungen ausgestellt werden. Die Fracht für Parcel-Sendungen ist in der Regel niedriger. Parcel Receipts können z. B. ausgestellt werden, wenn die Güter keine Handelswaren darstellen. Ein Parcel Receipt kann nicht „an Order“ ausgestellt werden und ist somit kein begebbares Wertpapier. Die Ladung wird allgemein als sog. „Lockergut“ befördert. Eine Haftung des Verfrachters ist nach den Haager Regeln weitestgehend ausgeschlossen.

#### Kai Receipt
Das Kai-Receipt wird vom Kai-Lagerhalter ausgestellt. Dieser bescheinigt damit, dass die an ihn gelieferte Ware am Kai oder im Lager abgeladen bzw. zur Verschiffung übernommen wurde. Im Kai-Receipt werden beispielsweise Monituren vermerkt.

#### Sea Waybill
Ein Sea Waybill (auch Express-B/L oder Express Cargo Bill genannt) ist eine Alternative, aber kein Ersatz für ein Konnossement. Es ist kein Wertpapier, das begeben werden kann, es kann folglich auch nicht „an Order“ ausgestellt werden. Für den Ablader ist es die Quittung des Verfrachters, dass dieser die Güter empfangen hat. Für den Verfrachter stellt es ein Anweisungspapier dar, da es die Anweisung des Abladers enthält, die Güter an den Empfänger auszuliefern. Das Express Cargo Bill wurde von der Hapag-Lloyd AG entwickelt und fungiert als elektronisches Cargo Bill, das am Ladeort in das System eingegeben und am Löschort gedruckt wird.
Vorteile
- Ablader erhält eine Quittung vom Verfrachter
- Ablader kann die Verschiffungspapiere an den Empfänger schicken, ohne auf das Originalkonnossement warten zu müssen
- Verschiffungsdaten werden im Ladehafen erfasst und per Datenfernübertragung direkt an den Agenten im Löschhafen übermittelt
- Dokumente können im Löschhafen dem Empfänger rechtzeitig zugeleitet werden
- Auslieferung kann ohne Zeitverzögerung erfolgen

Nachteile
- kein Warenwertpapier
- bei vielen Handelsgeschäften, wo die Zahlungsabwicklung unter Einschaltung von Banken erfolgt, nur bedingt verwendungsfähig
- bietet nur eine geringe Fälschungssicherheit.

## Auslieferung der Güter
Der Verfrachter braucht die Güter nur gegen Vorlage eines Originalkonnossements auszuliefern. Sind mehrere Originale ausgefertigt und befinden sie sich in verschiedenen Händen, hat grundsätzlich jeder Inhaber eines Konnossements einen Auslieferungsanspruch, wenn er sich als rechtmäßiger Empfänger legitimieren kann. Der Auslieferungsanspruch kann letztendlich aber nur von einem Inhaber eines Konnossements durchgesetzt werden.
Der Verfrachter kommt seinen Auslieferungspflichten korrekt nach, wenn er bei der Auslieferung im Bestimmungshafen an den ersten Inhaber eines Konnossements ausliefert und bei der Legitimationsprüfung mit der Sorgfalt eines ordentlichen Verfrachters handelt. Sind die Güter ausgeliefert, erlischt der Anspruch weiterer Konnossementsinhaber (siehe kassatorische Klausel weiter unten).
Wenn sich mehrere Konnossementsinhaber melden, darf der Verfrachter nicht ausliefern, da er nicht entscheiden kann, wer der rechtmäßige Empfänger ist. Er kann die Güter in ein öffentliches Lager einlagern, bis die Empfänger sich über ihre Berechtigung untereinander geeinigt haben.
Die Auslieferung der Güter vor Erreichen des Bestimmungshafen ist nur gegen Rückgabe des kompletten Satzes Konnossemente erlaubt.

### Auslieferung ohne Originalkonnossement
Der Verfrachter haftet für Schäden, falls er die Güter ohne Vorlage eines Konnossements ausliefert und später Dritte als rechtmäßige Empfänger Ansprüche aus dem Konnossement geltend machen. Grundsätzlich hat der Empfänger keinen Anspruch auf Auslieferung, bevor er das Konnossement vorlegen kann. Der Verfrachter kann nur dann ohne Vorlage des Konnossement ausliefern, wenn die Vertrauenswürdigkeit des Empfängers über jeden Zweifel erhaben ist und die Gründe für Nichtvorlage des Konnossements glaubhaft dargelegt werden. Der Empfänger muss sich dann mit einem Revers verpflichten, für alle Folgekosten und Kosten geschädigter Dritter aufzukommen. Dazu wird in der Regel eine Bankgarantie über 150–200 % des Marktwertes der Güter zuzüglich der Fracht verlangt. Das Konnossement ist vom Empfänger sofort nach Erhalt oder einer bestimmten Frist nachzureichen. Bei Verlust eines Order-Konnossements ist ein Aufgebotsverfahren zu dessen Kraftloserklärung zu betreiben.

### Kassatorische Klausel
Die Kassatorische Klausel schützt den Verfrachter davor, nach der Auslieferung der Güter noch von einem weiteren Konnossementsinhaber in Anspruch genommen zu werden. Nach der Vorlage des ersten Originals verlieren die restlichen Originale ihre Gültigkeit (z. B. „In Witness whereof the Master or Agent of the said Vessel has signed the number of Bills of Lading indicated below all of this tenor and date, any of which being accomplished the others shall be void“).
Dies gilt nur, wenn die Güter im Bestimmungshafen ausgeliefert werden. Vor Erreichen des Bestimmungshafens, also bei Auslieferung in einem anderen Hafen oder wenn der Ablader selbst die Auslieferung verlangt, ohne eine ihn legitimierende Urkunde (nur „an Order“) zu besitzen, müssen sämtliche Ausfertigungen zurückgegeben werden. Bei Rektakonnossementen kann der Ablader nach Zustimmung des Empfängers die Rückgabe der Güter bereits vor Erreichen des Bestimmungshafens auch ohne Vorlage der Urkunde verlangen bzw. die Auslieferung an einen anderen Empfänger veranlassen.

## Elektronische Konnossemente
Der Einsatz elektronischer Konnossemente ist in Deutschland gem. § 516 Abs. 2 HGB zulässig. Voraussetzung dafür ist, dass die verwendete elektronische Aufzeichnung alle Funktionen darstellen kann, die der papierbasierte Vorgänger erfüllt (sog. Funktionsäquivalenz). Deutschland gehört damit zu den wenigen Ländern, die den Einsatz elektronischer Konnossemente gestatten.